# Todo mujer
Todo mujer es una película española dramática de 2017. Está dirigida Rafael Gordon y protagonizada por Isabel Ordaz, Julia Quintana, Miguel Torres, Arantxa de Juan y Alfonso Arranz.
La película está rodada en Segovia, y toca aspectos sociales como el síndrome de Asperger, la situación de la mujer, la vejez y la pobreza.

## Argumento
Amalia (Isabel Ordaz) es una ermitaña que vive en un palacete segoviano con un intruso enamorado. Gracias a una gallina que tiene, puede vivir día a día. Un día decide recoger a un joven mendigo, cambiando así su vida.

## Reparto
- Isabel Ordaz como Amalia.
- Julia Quintana
- Miguel Torres García
- Arantxa de Juan como Erika.
- Alfonso Arranz Lago
- Andrea Domingo Gómez
- Paula Pérez

## Recepción
Carlos Loureda, de Fotogramas, la ha criticado como lo siguiente: 

Ordaz, sublime actriz (...) El cineasta y soñador, Rafael Gordon, filma con maestría el inspirado trabajo de Isabel Ordaz (...) con el mismo toque surrealista y desbordado que tenían Buñuel, o el propio Fellini.

## Candidaturas
| Candidaturas | Candidaturas                  | Candidaturas                     | Candidaturas |
| Año          | Categoría                     | Persona                          | Resultado    |
| ------------ | ----------------------------- | -------------------------------- | ------------ |
| 2017         | Mejor película                | Rafael Gordon                    | Candidato    |
| 2017         | Mejor dirección               | Rafael Gordon                    | Candidato    |
| 2017         | Mejor guion original          | Rafael Gordon                    | Candidato    |
| 2017         | Mejor música original         | Jorge Magaz                      | Candidato    |
| 2017         | Mejor actriz protagonista     | Isabel Ordaz                     | Candidata    |
| 2017         | Mejor actor de reparto        | Miguel Torres García             | Candidato    |
| 2017         | Mejor actriz de reparto       | Julia Quintana                   | Candidata    |
| 2017         | Mejor actor revelación        | Alfonso Arranz                   | Candidato    |
| 2017         | Mejor actriz revelación       | Arantxa de Juan                  | Candidata    |
| 2017         | Mejor dirección de producción | José María Lara                  | Candidato    |
| 2017         | Mejor dirección de fotografía | David Omedes                     | Candidato    |
| 2017         | Mejor montaje                 | Julia Juániz                     | Candidata    |
| 2017         | Mejor dirección artística     | Cayetano Cabanyes                | Candidato    |
| 2017         | Mejor sonido                  | Carlos Bonmati Eduardo G. Castro | Candidato    |